# Salpêtrière
El barri de la Salpêtrière (Quartier de la Salpêtrière, en francés) és el 49é barri administratiu de la ciutat de París, dins el 13é districte de la capital francesa. El seu nom fa referència a l'antic Hospital de la Salpêtrière, avui integrat dins el grup hospitalari de la Pitié-Salpêtrière.

## Situació

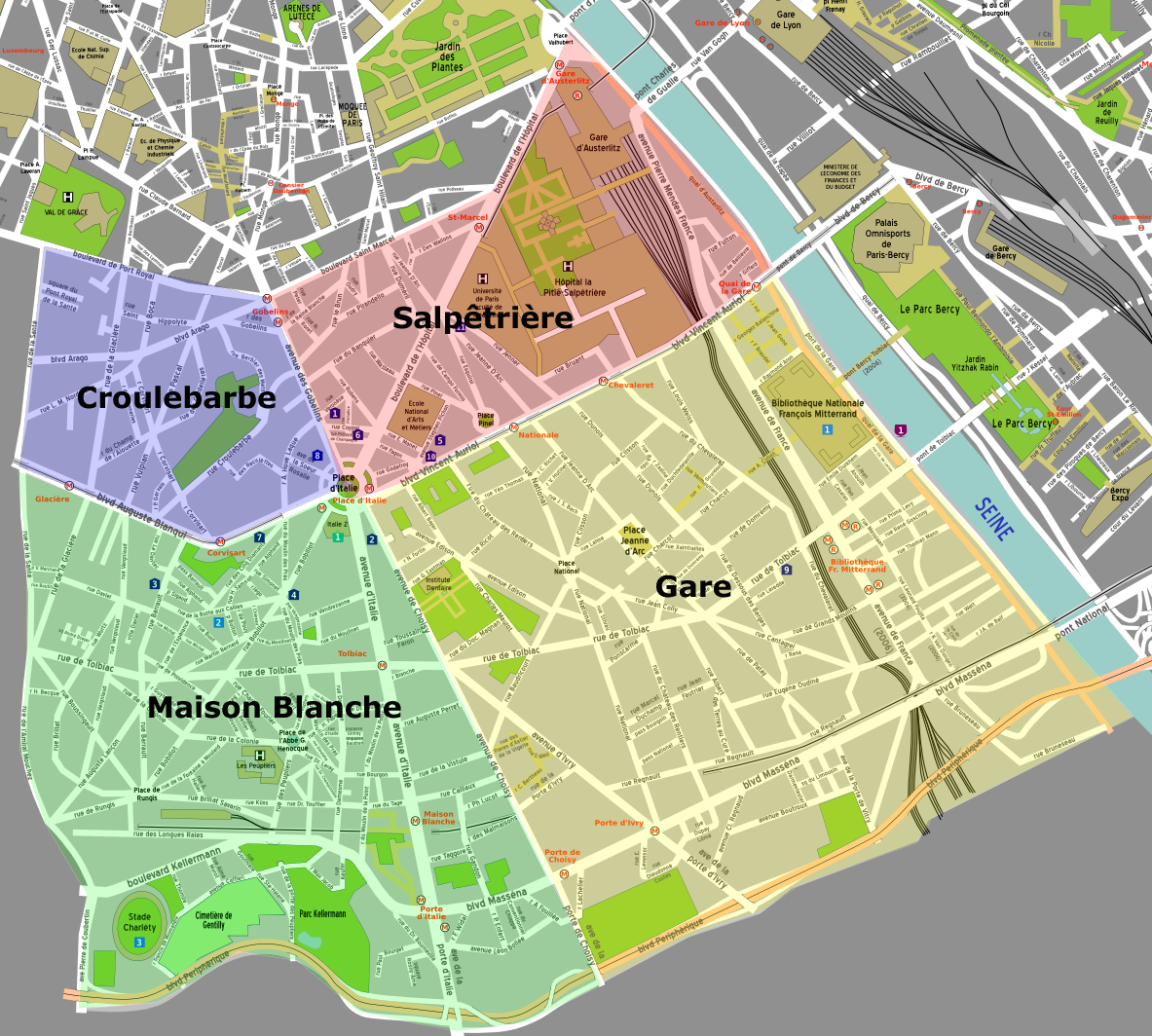
Barris administratius del 13é districte de París.

El barri de la Salpêtrière ocupa el quadrant nord-est del 13é districte de París. Pel nord, limita amb el barri del Jardin-des-Plantes, al 5é districte. Per l'oest, i amb el riu Sena com a frontera, té els barris de Bercy i de Quinze-Vingts, al 12é districte. Pel sud, fita amb el barri de la Gare. Per l'oest, limita amb el barri de Croulebarbe.

## Llocs d'interés
- La Gare d'Austerlitz, una de les sis grans estacions de ferrocarril de la capital francesa.
- L'Hospital de la Salpêtrière, antic hospital fundat al segle xvii i que avui forma part del complex hospitalari de la Pitié-Salpêtrière.